# Sayaka Murata

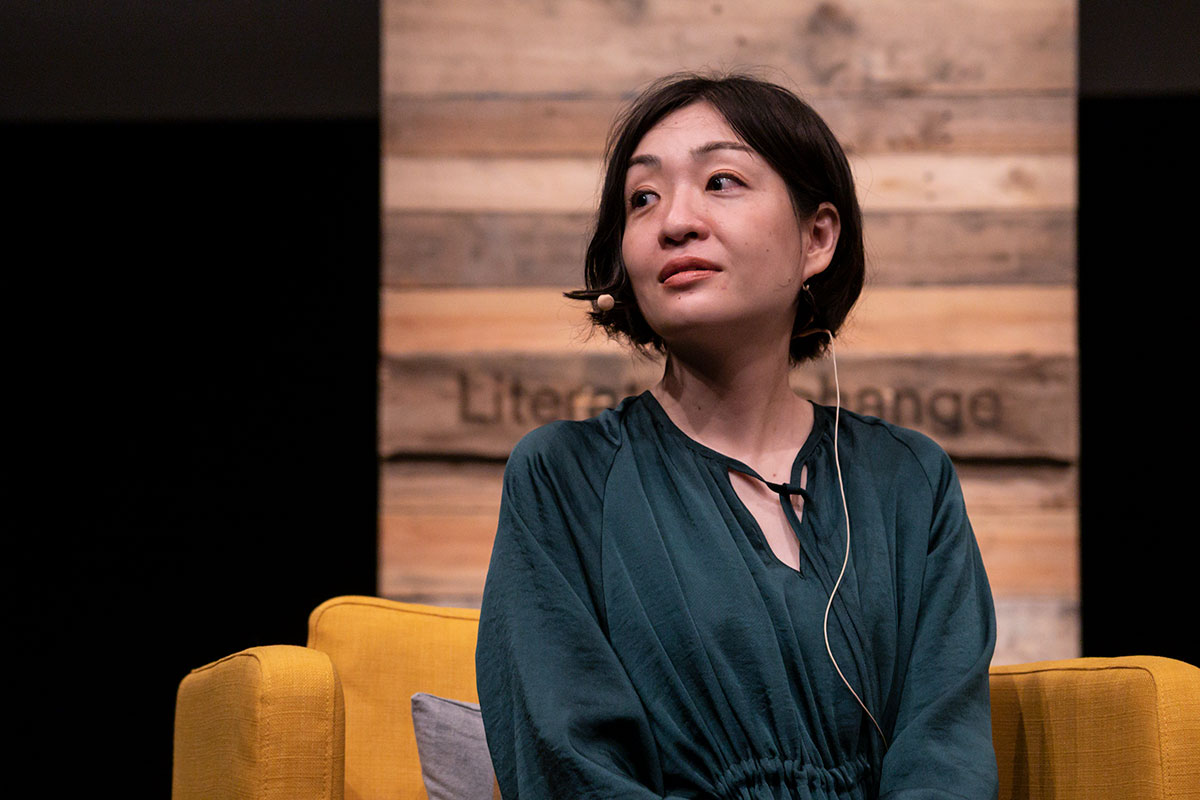
Sayaka Murata

Sayaka Murata (jap. 村田 沙耶香, Murata Sayaka; geboren 14. August 1979 in Inzai) ist eine zeitgenössische japanische Schriftstellerin der sogenannten zero nendai-(Nuller-Jahre)-Generation, die seit den 2000er Jahren erfolgreich publiziert. Mit dem Text Konbini ningen (Die Ladenhüterin, 2016), für den sie 2016 den renommierten Akutagawa-Preis erhielt, hatte sie in Japan ihren ersten Bestseller – er verkaufte sich dort in kurzer Zeit mit über 600.000 Exemplaren. Seither wurden Arbeiten der Autorin in viele Sprachen übersetzt. Murata repräsentiert heute als Schriftstellerin das literarische Japan. Ihr Thema ist das in seiner Eigenart von den Gesellschaftsnormen eingeschränkte Individuum, ihre Texte entwerfen literarisch überzeugende subversive Gegenwelten, in denen sich die Außenseiter auf sehr eigenwillige Art behaupten. Häufige Motive sind Sexualität und Sexualitätsverweigerung, Misogynie und oppressive Beziehungen in Familien.

## Biographie
Sayaka Murata wurde 1979 in Inzai in der Präfektur Chiba geboren. Als Kind las sie, wie es kolportiert wird, gerne Science-Fiction- und Mystery-Bücher. In der vierten Klasse versuchte sie handschriftlich einen Roman niederzuschreiben, da kaufte ihr die Mutter einen word processor. Muratas Familie zog nach Tokio, wo sie die an die Nishōgakusha-Universität (二松學舍大学) angeschlossene Kashiwa-Oberschule (柏高等学校) besuchte. Danach studierte sie an der Tamagawa-Universität (玉川大学).
Während sie ihre schriftstellerische Karriere verfolgte, behielt Murata, wie es in den Artikeln über ihre Entwicklung als Autorin betont wird, die Jobs als Aushilfskraft in verschiedenen Konbini-Filialen. 2016 war Murata eine der Frauen des Jahres in der japanischen Vogue.

## Auszeichnungen
Murata erhielt mehrere wichtige japanische Literaturpreise, darunter den Gunzō-Nachwuchspreis 2005 für ihren ersten Roman Junyū (授乳) (2005; Stillen).
Der Text Gin’iro no uta (ギンイロノウタ) (2009; Silberlied) wurde 2009 für den Noma-Literaturpreis nominiert. 2013 gewann sie den Mishima-Preis mit Shiroiro no machi no, sono hone no taion no (しろいろの街の、その骨の体温の) (2012; Von Knochen, Körperwärme, bleicher Stadt) und 2014 für den dystopischen Entwurf Satsujin shussan (殺人出産) (2014; Mordgeburten) den u. a. von Mari Kotani (小谷 真理) (* 1958) gegründeten Sonderpreis des Sense of Gender Award.
Für Konbini ningen (コンビニ人間) (2016; Convenience Laden-Mensch) erhielt sie 2016 den renommierten Akutagawa-Preis und wurde zudem für den Großen Preis der Buchhändler nominiert. Konbini ningen wurde in Japan ein Bestseller; Übersetzungsrechte für das Buch vergab man an 26 Länder. Unter dem Titel Die Ladenhüterin wurde das Werk u. a. 2018 ins Deutsche übersetzt; 2020 erschien Chikyū seijin (地球星人) (2018; Erdlinge) als Das Seidenraupenzimmer.

## Zentrale Themen
Murata wurde international zum neuen Gesicht des literarischen Japan – spätestens seitdem die Übersetzung ihres sehr erfolgreichen, in über einer Million Exemplaren verkauften Romans Konbini ningen コンビニ人間 (2016) unter dem Titel Convenience Store Woman Furore machte. Übersetzungsrechte für das Buch wurden insgesamt an 26 Länder vergeben.
Als literarische Vorbilder nennt die Autorin Abe Kôbô 安部 公房 (1924–1993) und den berühmten Science-Fiction Schriftsteller Hoshi Shin’ichi 星 新一 (1926–1997) sowie eine neuere Auswahl von Schriftstellerinnen, die sich nach der sogenannten Frauenliteratur (joryû bungaku) der 1970er, 1980er Jahre auf intellektuell-ästhetische Art und Weise mit der Thematik des Weiblichen befassen, nämlich Matsuura Rieko 松浦 理英子 (* 1958) und Shôno Yoriko 笙野 頼子 (* 1956).
Der Grundkonflikt in Muratas an Konflikten reichen Texten liegt oft darin begründet, dass die meist weibliche Protagonistin angesichts des sozialen Umfelds und der Erwartungen ihrer Mitmenschen, vor allem im Hinblick auf ihr weibliches Rollenverhalten ein tiefes Unbehagen verspürt. An diesem Punkt setzen ihre die gängigen Setzungen hinterfragenden Gedankenspiele an.
Kobini ningen enthält Bezüge zur neuen japanischen „Literatur des Arbeitsplatzes“ innerhalb eines Trends zum Soziologischen, die seit den frühen 2000er Jahren die Lebenssituation von Freetern schildert und dabei Entfremdungsprozessen der neoliberalisierten Gegenwart, vor allem einer seelischen Prekarität des zeitgenössischen Japan, Ausdruck verleiht. Eine andere, im Text offenbar aufgegriffene Debatte betrifft das, was in etwa seit den 2010er Jahren als „Zölibatssyndrom“ (Sekkusu Shinai Shôkôgun セックスしない症候群) in den japanischen Medien adressiert wird. Fast 50 Prozent der Frauen zwischen 16 und 24 Jahren hätten laut offizieller Erhebung kein Interesse an intimen Beziehungen und würden sexuelle Kontakte sogar ablehnen.
Der Text „Erdlinge“ (2018; Chikyû seijin; dt. Das Seidenraupenzimmer, 2020) handelt von der Rückeroberung des durch das vereinnahmende japanische Kollektiv und seine Stellvertreter missbrauchten Kinderkörpers. Seine Befreiung stellt sich als beispiellos radikales Unterfangen dar, in dessen Verlauf alle gültigen Normen gebrochen werden – bis hin zum Kannibalismus. Tatsächlich beschreibt der Roman eine sich in der Vorstellung der beiden jugendlichen Protagonisten vollziehende Transformation, nämlich jene hilfloser, ausgelieferter Kinder in mächtige Wesen, die über den Irdischen stehen und eigene Ideen verwirklichen können. Das Bestreben, alles Menschliche abzulegen, bedeutet für sie „Heilung“, für die Außenwelt bietet ihre alternative Welt ein erschreckendes Bild.
Muratas Arbeiten vereinen auf überzeugende Art und Weise subtile psychologische Analyse mit einer Kritik an den Normen der japanischen Gesellschaft. Darüber hinaus greift die Autorin aktuelle biopolitische Diskurse auf, verknüpft Positionen des Trans- oder Posthumanen mit buddhistischen Nihilismen, lässt auf philosophischer Ebene einen subversiven Vitalismus erahnen und gestaltet ihre mit einer für die japanische Ästhetik typischen Blickbegrenzung auf außergewöhnliche Details. Murata setzt beim Dialog der Figuren an, deren Einlassungen, Persönlichkeit oder Verhalten man meist unmittelbar als seltsam einstuft. Auf einer zweiten Ebene offenbart sich dann oft eine Gesellschaft, die merkwürdige Sitten entwickelt hat – häufig in der nahen Zukunft.
Die zwölf, seit September 2022 ins Deutsche übersetzten, sich zwischen Science Fiction und Horror bewegenden Texte aus dem Band „Zeremonie des Lebens“ (jap. Seimeishiki(生命式); erschienen im Oktober 2019), bieten erneut Einblicke ins Absonderliche. In der ersten Erzählung der Anthologie, „Ein herrliches Material“, schildert die Autorin eine Zukunftsgesellschaft, in der man aus den Körpern Gestorbener Dinge anfertigt und damit die Hinterlassenschaften des Homo sapiens nützlicher Weiterverwertung zuführt. Protagonistin Nana mag ihren teuren Pullover, muss allerdings zugeben, dass ihr Verlobter Naoki Kleidung aus Menschenhaar und Einrichtungsgegenstände aus menschlichen Materialien nicht schätzt. Seine Einstellung ändert sich erst, als Nana anlässlich eines Besuchs bei Naokis Familie von ihrer zukünftigen Schwiegermutter ein Präsent überreicht bekommt. Es handelt sich um einen voluminösen „zarten transparenten Schleier“, gefertigt aus der Haut des vor fünf Jahren an Krebs gestorbenen Vaters. In der titelgebenden Geschichte des Bandes, „Zeremonie des Lebens“, die als siebter Beitrag in der deutschen Version erscheint, wird der Gedanke der optimierten Ressourcennutzung im Hinblick auf menschliche Überreste weitergesponnen: Vielleicht nur wenige Dekaden in der Zukunft – etwa um das Jahr 2050 – ist es üblich, so Muratas Entwurf, Gestorbene im Rahmen einer „Lebenszeremonie“ genannten Abschiedsfeier, zu der Freunde, Bekannte oder Mitmenschen aus dem beruflichen Umfeld geladen werden, zu verspeisen. In dieser Welt wird es gewürdigt, bei einem Todesfall das Fleisch des Betroffenen zum gemeinsamen Verzehr zuzubereiten, um sich in einer anschließenden Befruchtungsorgie mit einem beliebigen Gegenüber zu paaren. Die während einer Zeremonie gezeugten Kinder würden, wie die Protagonistin berichtet, häufig an staatliche Zentren abgegeben, was eine allmähliche Auflösung der Institution Familie und längerfristig einen umfassenden Strukturwandel der Gesellschaft zur Folge haben könnte.
Murata zitiert biopolitische und transformatorisch-neoökologische Denkfiguren, ihr zentrales Thema ist jedoch die Distanz von Mensch zu Mensch und die Versuche einzelner, oft psychopathologisch auffälliger Individuen, das Moment des Abgetrenntseins zu überwinden – oft mit dem Versuch, durch eine Fake-Identität der Gemeinschaft näher zu sein. Nicht alle zwölf Erzählungen erreichen die Dichte der erläuterten Kompositionen. „Fiffi“ ist eine kurze sado-masochistische Rachephantasie im maliziösen Schulmädchenformat à la Suehiro Maruo, „Liebende im Wind“ beschreibt die Empfindungen eines Mädchens, das eine obsessive Beziehung zu ihrem Zimmervorhang mit Namen „Futa“ hat. Auch die „Zeit des großen Sterns“ handelt von jugendlicher Sexualität und neuer Körpererfahrung. In „Essbare Stadt“ durchstreift eine Frau urbanes Gelände auf der Suche nach den Resten von Natur, aus denen sie authentische Nahrung gewinnt. Die letzte Geschichte „Ausgebrütet“ beschäftigt sich mit den diversen sozialen Rollen, die eine junge Frau einnimmt. Im Bestreben ihren Verlobten nicht zu überfordern, erfindet sie am Ende erneut eine Identität, was eine ungeahnte Auswirkung auf das Verhältnis der beiden Partner hat. Themen der Erzählungen sind Ehe, Familie, Kinder, Identität, Tod und Essen. Als Leitmotive wären das Verdikt einer ständigen Gefährdung im psychischen Bereich und der Tatbestand eines anhaltenden physischen Materiewandels auszumachen, der die Menschen mit ihrer Unvollkommenheit, Isolation und Endlichkeit konfrontiert. (Vgl. Gebhardt 2022)

## Werke (Auswahl)
- Junyū (授乳) Kodansha, 2005, ISBN 978-4-06-212794-3
- Gin’iro no uta (ギンイロノウタ), Shinchosha, 2009, ISBN 978-4-10-310071-3
- Mausu (マウス), Kodansha, 2008, ISBN 978-4-06-214589-3
- Hoshi ga suu mizu (星が吸う水), Kodansha, 2010, ISBN 978-4-06-216097-1
- Hakobune (ハコブネ), Shueisha, 2011, ISBN 978-4-08-771428-9
- Shiro-iro no machi no, sono hone no taion no (しろいろの街の、その骨の体温の), Asahi Shimbun, 2012, ISBN 978-4-02-251011-2
- Tadaima tobira (タダイマトビラ), Shinchosha, 2012, ISBN 978-4-10-310072-0
- Satsujin shussan (殺人出産), Kodansha, 2014, ISBN 978-4-06-219046-6
- Shōmetsu sekai (消滅世界), Kawade Shobo Shinsha, 2015, ISBN 978-4-309-02432-5
- Konbini ningen (コンビニ人間), Bungeishunju, 2016, ISBN 978-4-16-390618-8
- Chikyū seijin (地球星人), Shinchosha, 2018 ISBN 978-4-10-310073-7
- Seimeishiki (生命式), Kawade Shobo Shinsha, 2019
- Shinkō (信仰), Bungeishunju, 2022

### In deutscher Übersetzung
- Die Ladenhüterin. Roman. Übersetzung Ursula Gräfe. Aufbau, Berlin 2018, ISBN 978-3-351-03703-1
- Das Seidenraupenzimmer. Roman. Übersetzung Ursula Gräfe. Aufbau, Berlin 2020, ISBN 978-3-351-03793-2
- Zeremonie des Lebens. Kurzgeschichten. Übersetzung Ursula Gräfe, Aufbau, Berlin 2022, ISBN 978-3-351-03931-8

## Rezensionen und Textkommentare
Das Portal femundo würdigte „Die Ladenhüterin“ als einen kurzen, feinen und außergewöhnlichen Roman:

„Die Autorin, welche selbst lange Zeit in einem Konbini gearbeitet hat, stellt in ihrer Parabel den Leistungsdruck der japanischen Gesellschaft in Frage, der gerade auch Frauen den allerhöchsten Ansprüchen unterwirft: Karriere machen, früh heiraten, Kinder bekommen und nebenbei noch den Körper und Freundschaften pflegen. Ihre Protagonistin Keiko fügt sich nicht in das vorgegebene Raster und wird so zu einer unerhörten Provokation für ihr Umfeld.“

„Muratas Das Seidenraupenzimmer „führt die japanische Tradition literarisierter kindlicher Totalverweigerung fort, die sich am Ende als heftiger Gewaltausbruch gegen eine die Menschen aggressiv vereinnahmende Gesellschaft richtet. Der Text handelt von der Rückeroberung des durch das Kollektiv missbrauchten Kinderkörpers. Seine Befreiung stellt sich als beispiellos radikales Unterfangen dar, in dessen Verlauf alle gültigen Normen gebrochen werden – bis hin zum Kannibalismus. Während der japanische Originaltitel ‚Erdlinge‘ (2018; Chikyû seijin 地球星人) schon andeutet, dass hier jemand eine Außenperspektive auf den Planeten Erde und seine Bewohner anwendet, verweist Das Seidenraupenzimmer auf einen Ort der Transformation. Tatsächlich beschreibt der Roman eine Umwandlung, nämlich jene hilfloser, ausgelieferter Kinder in mächtige Wesen, die über den Irdischen stehen und eigene Vorstellungen verwirklichen.““

„Die Protagonistin und Hilfsarbeiterin in einem Convenient Store Furuhata Keiko aus Konbini ningen erfüllt, wie es in der japanologischen Analyse dargelegt wird, nicht die Hoffnungen ihrer Familie: Sie hat keinen Mann, keine angemessene Stelle, kein Kind, keinen Sex – ist also ein defizitäres Wesen in der Augen der Allgemeinheit. Gerne möchte Keiko ihre Eltern und die Schwester zufriedenstellen. Um den Verwandten zumindest die Illusion von Normalität bieten zu können, nimmt Keiko, als sich zufällig die Gelegenheit ergibt, bei sich in ihrer kleinen Wohnung den ebenfalls ledigen Mittdreißiger Shiraha auf. Jener Shiraha, der kurzfristig bis zu seiner Entlassung mit ihr im Convenient Store tätig war, ist allerdings ein sehr gewöhnungsbedürftiger Mitmensch. In erster Linie zeichnet er sich durch Negativität aus, lässt sich gehen, ist ungepflegt und anmaßend. Durch das Arrangement einer Fake-Zweisamkeit mit seiner Kollegin Keiko möchte er sich ähnlich wie diese dem Druck des Umfelds entziehen, das ihm sozialverträgliche Bindungswilligkeit abverlangt. Sein Ziel ist es, sich „zu verstecken“, um ungestört und ohne Einmischung von außen, einfach nur zu existieren – ein Zustand, den eine sich auf dem Weg in den vorgeschichtlichen Primitivismus befindende harte japanische Gesellschaft seiner Auffassung nach offenbar nicht zuläßt: „Ich möchte mein Leben lang nichts tun. Bis ich sterbe, will ich einfach nur atmen, ohne dass mir jemand reinredet.“ Shirahas Ideologie besteht, fußend auf nihilistischer Regression, aus einem radikalen Hikikomoritum, d.h. einer parasitären Moratoriumsphilosophie. Menschliche Sozialisationsformen lehnt er kategorisch ab, würden sie doch nach wie vor auf Stammesgesetzen beruhen, die die Geschlechtsorgane des Individuums vereinnahmten, um diese in den Dienst der Gemeinschaft zu zwingen. Teil seiner Weltsicht ist zudem die Frauenverachtung, und so bekennt er sich geradezu lustvoll zu seinem Schmarotzertum und seinem Vorhaben, sich an „Frauen“ zu rächen.
Muratas Konbini ningen präsentiert ein hochaktuelles Setting der psychosozialen Zumutungen in den restriktiven, plutokratischen Gesellschaften des 21. Jahrhunderts. Es beinhaltet die Themen Vereinsamung, Prekarisierung, Kollektivzwang, antinatalistische Verweigerung sowie einen Verweis auf das Transhumanistische bzw. die grundsätzliche Infragestellung der menschlichen Existenzform. Gegeben sind außerdem Bezüge zu einer neuen japanischen „Literatur des Arbeitsplatzes“, die seit den frühen 2000er Jahren die Lebenssituation von Freetern schildert und dabei aktuellen Entfremdungsprozessen, vor allem einer seelischen Prekarität des zeitgenössischen Japan, Ausdruck verleiht. Eine andere Debatte betrifft das, was seit den 2010er Jahren als „Zölibatssyndrom“ (Sekkusu Shinai Shôkôgun セックスしない症候群) in den japanischen Medien adressiert wird. Fast 50 Prozent der Frauen zwischen 16 und 24 Jahren hätten laut offizieller Erhebung kein Interesse an intimen Beziehungen und würden sexuelle Kontakte sogar ablehnen. Über ein Viertel der Männer schlössen sich dem Trend zur Keuschheit an – negative Befunde für den japanischen Staat, der die rückläufigen demographischen Entwicklungen mit Sorge wahrnimmt.“

„Ein Werk wie Konbini ningen mag zwar autobiographische Elemente enthalten, jedoch findet die eigene Arbeitserfahrung nicht direkt Eingang in den Text, sondern bildet die Basis einer poetischen Verfremdung. Während der zahlreichen Gespräche in Literaturhäusern wird Murata immer wieder auf ihre Biographie angesprochen; sie erklärt einige Charakteristika japanischer Verhaltensnormen, stellt aber stets klar, dass in ihrer Literatur ein literarisches Szenario und ein Spiel mit den beobachteten Mustern entsteht.“

„Sayaka Murata gehört in eine Reihe junger ostasiatischer Autorinnen, die in ihren Werken weibliche Selbsterfahrungen in patriarchalen Systemen thematisieren.“

## Rezensionen und Artikel
- Ronald Düker: Die Uniform in Person. Rezension, in: Die Zeit, 1. März 2018, S. 46
- Jonas Lages: Endlich Alien. Rezension. In: Süddeutsche Zeitung, 10. Juli 2020, S. 11
- Daisuke Kikuchi: Convenience store worker who moonlights as an author wins prestigious Akutag....., 20. Juli 2016
- Lisette Gebhardt: Die Überwindung der Spezies - Sayaka Muratas Metaphysik des Modularen, in: literaturkritik.de, 8. September 2022
- Itakura Kimie: „Aliens and Alienation: The Taboo-Challenging Worlds of “Earthlings”. Author Murata Sayaka“, Nippon.com, 4. November 2020

## Sekundärliteratur
- Lisette Gebhardt: „Murata Sayaka“. In: Sonderheft Heisei 1989–2019 – Japanische Literatur, S. 80–87. Berlin: EB-Verlag 2019. ISBN 978-3-86893-309-3